# Doroneuria baumanni
Doroneuria baumanni is een steenvlieg uit de familie borstelsteenvliegen (Perlidae). De wetenschappelijke naam van de soort is voor het eerst geldig gepubliceerd in 1974 door Stark & Gaufin.